# كوليرا (فنانة موسيقية)
أيسن جولير أوزيافوز، أو بالأسم المعروفة به والأكثر شهرة (كوليرا)، ولدت (23 سبتمبر 1983 ، أسطنبول، تركيا)، وهي مطربة راب تركية. وهي متزوجة من ساجوبا كاجمير فنان الراب المشهور.

## حياتها
والدها ذو أصل بلغارى، اما والدتها فذو أصل تابع للبوسنة-الهرسك. وقد تخرجت كوليرا من كلية السياحة والفنادق. وفي 1 أغسطس 2006 فقد تزوجت بساجوبا كاجنير (يونس أوزيافوز) مغنى الراب المشهور.

## حياتها المهنية
قد بدأت كوليرا بغناء العديد من المقاطع الموسيقية المختلفة في أستديوهات الخاصة بالموسيقى اعتبارا من عام 1998 ، وذلك بعد تعرفها على ساجوبا كاجمير وبريكنداس، ومعرفتها بثقافة الهيب هوب. وبعد هذا التاريخ فقد بدأت الاهتمام بفروع الراب، وهو فرع من الهيب هوب. وقد استمرت في تقديم العديد من الأعمال والاثار في هذا المجال إلى الآن.
وفي عام 1998 تعرفت على سابوجا كاجمير (يونس اوزيافوز)، ومن هذا التاريخ بدأت الغناء والاهتمام بموسيقى الراب. وقد قامت بتسجيل أول أغنية وهي الأنطار في أستديوهات القوات في عام 1998. وفي نفس السنة فقد قامت بتسجيل العديد من المقاطع الموسيقية مثل لماذا تبكى مع (سابوجا كاجمير) بالقوات الغير مسلحة، الخيالات الباقية من الامس.
أما في عام 2001 فقد قامت بتقديم خدمة إلى الجمهور عن طريق الأنترنت وذلك بتقديم أول الخدمات الموسيقية لهم على شبكات الانترنت المختلفة للاستماع إليها. وقد كانت توجد العديد من الأغاني للفنانة كوليرا في هذا الألبوم مثل: (عندما تتأخر الأمطار في يونيو الناقص)، (علم النفس ومارس). وقد قامت بإصدار هذه المجموعة الفنية عندما كانت تبلغ من العمر تسعة عشر عاما.
اما في عام 2004 فقد قامت كوليرا بالعمل مع سابوجا كاجمير بتقديم العديد من الأغاني والتي عرفت باسم 78 بي بي أم، وكانت من ضمن الأغاني في هذا الألبوم دموع العين، صرخات القلب. وفي نفس العام فقد قمات بعمل العديد من الأغاني المشتركة (دويتو) مع سابوجا كاجمير وكانوا، صرخة الأيام، خرف العقل، وقد قامت بنشر هذه الأغاني على الإنترنت عن طريق العديد من الخدمات المختلفة.
وفي بداية عام 2005 فقد قامت بإطلاق المقاطع الموسيقة التي عرفت باسم سوبر سبريم من خلال ألبومها (متشائم أي بي 3)، وذلك بالتعاون مع سابوجا كاجمير. وفي نفس السنة فقد قامت بالعمل مع سابوجا كاجمير في العديد من المسارات والمقاطع الغناية مثل ساجو&كوليرا، وذلك من خلال ألبوم (الرومانسية).
وفي 24 سبتمبر 2005 فقد قامت بتقديم أول ألبوم منفرد لها إلى مستمعيها، وذلك الألبوم كان من إنتاج سابجو كاجمير، وقدمته عن طريق كارتينا أمبريو. ومرة أخرى في عام 2005 فقد قامت بإصدار الأغنية الثانية لها في ألبوم أي بي كوفترما دوستيرتون. وفي نفس العام فقد قامت بإصدار ألبوماتها بمفردها، وقامت بتقديم هذه الألبومات من خلال العديد من الإمكانيات الضخمة والواسعة للعديد من البالغين الجداد، وقد قامت كوليرا بشكل رسمي بالتعاقد مع شركة ميلان كوليا وهي شركة موسيقية خاصة بالإنتاج في 11 أغسطس 2005.
وفي عام 2006 فقد قامت بإصدار أول ألبوم جماعى لها وذلك بتأثير وإنتاج شركة ميلان كوليا. وقد كان لها 3 أغاني خاصة بها في هذا الألبوم. وفي عام 2007 فقد قامت بعمل دويتو غنائي مشترك مع ساجوبا كاجمير، وقد حصلت على مكانة كبيرة وشهرة فائقة في عالم الموسيقى والألبومات التجارية وذلك من خلال تعاقدها مع ميلان كوليا. وقد كان هذا الألبوم هو أول ألبوم أصدرته مع الفتيات والشباب اللذين يقومون بغناء الراب لأول مرة في تركيا.
وفي عام 2007 فقد قامت بنشر أغنية الحجر لا يسقط، وقد ذاعتها وعرضتها على شاشات وشبكات الانترنت كأغنية منفردة بذاتها بعيدة عن الألبوم. أما في عام 2008 فقد قامت بإصدار ألبوم غنائي آخر لها عرف باسم (انفيزا).
وفي نفس العام قامت بإصدار أي بي مشترك، وقد كان لها في هذا الألبوم 4 أغاني.
وفي عام 2009 فقد قمات بتقديم أغنية دويتو مشتركة عرفت باسم القائلين غير معروفين مع سابوجا كاجمير، وذلك من خلال ألبوم مخدر أي بي لسابوجا كاجمير. اما في عام 2010 فقد قامت بعمل أغنيتين دويتو مشتركتين مع سابوجا كاجمير، وقد صدرت هذه الأغاني من خلال إنتاج شركة موسيقى ميلان كوليا (أنت عندى). وفي عام 2011 فقد أصدرت ألبوم (نمط الفيل)، اما في عام 2012 فقد قامت بإصدار العديد من الأغاني الفردية على شبكات الأنترنت مثل: (من أين هذه المقاومة)، (القصة المثيرة، المغامرة، الجريمة).
اما في عام 2012 فقد أصدرت ألبوم أن يكون هناك، وقد حققت مبيعات عالية عن طريق إصدار هذا الألبوم. وبهذا النجاح الذي حققته في عام 2013، فقد قامت بإصدار المسار الموسيقى (ان يكون هناك) على شبكات الإنترنت. ولكن هذه الأغنية لم تكن من ضمن أغاني الألبوم، لكنها صدرت كأغنية منفردة. وفي عام 2013 فقد اختيرت كفنانة العام للراب، وذلك ضمن جوائز الموسيقى العاشرة براديو البوسفور.
وقد قامت كوليرا بالتعامل والأشتراك مع سابوجا كاجمير في إصدار العديد من الأغاني بشكل غير مرغوب فيه، والأصابة بمرض القلب. وفي 23 يونيو 2013 فقد قامت نشر أغنية نجم مينيك الذي جهزته بشكل خاص في عيد ميلادها.
وفي 9 نوفمبر 2013 ، فقد قامت بنشر الألبوم المنفرد بها بعنوان (دين دين كوى)، وفي عام 2014 فقد قامت بنشر الكليب في فبراير لعام 2014.
وقد قامت بإصدار العديد من التصاميم الموسيقية الخاصة بألبومات مريض القلب، أنفيزا، صوت التعريف. وبعدها قامت بإصدار أول فيديو للألبوم الذي قامت بغنائة ثنائيا، وقد قامت بعمل تصميم جرافيكى له. وقد أعدت كوليرا تصاميم خاصة من اجل برنامج (متخصص)، لأغاني التي اخترتها براديو مايس بيتاز في فترة غير معروفة، وقامت بعمل التسجيلات الخاصة به.

## الألبومات
-الجنين الحجر [التركية] (2005)، كوليرا
-الكثير [التركية] ، سابجو كاجمير، كوليرا ومختلف من الفنانين
-لنا شئ اخر [التركية] (2007)، سابوجا كاجمير
-العزل [التركية] (2008)، كوليرا
-أنت عندى [التركية] (2010)، سابوجا كاجمير، كوليرا
-يجرى هناك [التركية] (2012)، كوليرا

## الأغانى المنفردة
-لا أريد الأبتعاد، التنازل (2007)، (نشرت في عام 2013)
-بروكس بوفى بيت
-حقيبة الغداء (2009)، سابوجا كاجمير [التركية] ، كلويرا
-الخائن (2009)، سابوجا كاجمير، كوليرا
-نرجسى (2009)، كوليرا
-نمط الفيل (2011)، كوليرا
-النجم الصغير (2011)، كوليرا
-دين دين كوى (2013)، كوليرا 
-الهجين هيب هوب (2013)، كوليرا & لالا لس
-الاتجاه نحو الطريق (2014)، كوليرا

## الأيبس
-دويستروتين اي بي [التركية] (2005)
-كولستوربفى اي بي [التركية] (2008)

## الفيديو كليب
الفذ الرتابة، ماراثون سابوجا كاجمير (2007)
-الروائي كولسيا (2007)
-حول الرغبة (2008)
-المهمة الصعبة (2009)
-شيكربير (2009)
-العاشق والمعشوق (الكليب التجريبى) (2009)
-مشاهدة المسلسل ل سابوجا كاجمير [التركية] (2010)
-العودة إلى الرحمة مع سابوجا كاجمير (2010)
-يمكن أن تهرب مع سابوجا كاجمير (2012)
-الطارد (2012)
-دين دين كوى (2014) 
ملحوظة:
أغنية (يمكن أن تهرب)، وهي فيديوكليب لكوليرا، وسوبجا كاجمير، وقد قامت بتقديمها كهدية للعديد من المعجبين
الروابط الخارجية:
الموقع الرسمى لكوليرا
حساب تويتر الخاص بكوليرا
حساب ماى سبيس لكوليرا
البلوق الخاصة بكوليرا (نظام الكولو الشمسى)
-حساب الانستاجرام الخاص بكوليرا.

## روابط خارجية
- كوليرا على موقع ميوزك برينز (الإنجليزية)
- كوليرا على موقع ميوزك برينز (الإنجليزية)
- كوليرا على موقع ديسكوغز (الإنجليزية)